# Buchgestaltung

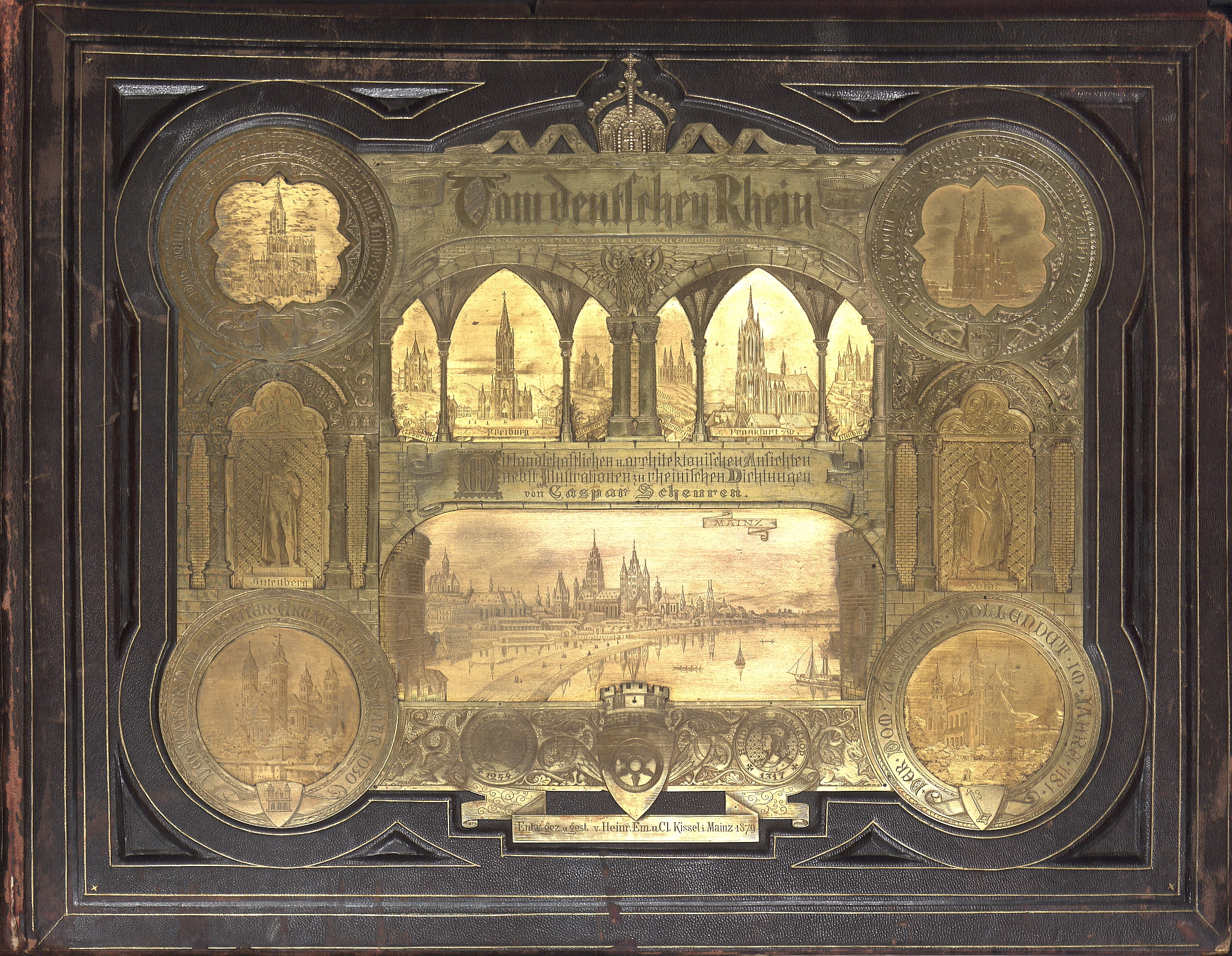
Vom deutschen Rhein, lederner Prachteinband mit Ansichten von Caspar Scheuren, gestochen von Heinrich Emil und Clemens Kissel, 1877–1879

Buchgestaltung betrifft die grafische und typografische Gestaltung des Inhaltes und des Einbandes eines Buches. Meist ist der Verlag für die Gestaltung verantwortlich und nimmt dazu oft die Fachkenntnis von Spezialisten in Anspruch. Das können Buchgestalter, Typografen, Kommunikationsdesigner, in Ausnahmefällen auch freischaffende Künstler sein. Viele Verlage übernehmen die Gestaltung ihrer Bücher in einer dafür spezialisierten eigenen Abteilung, der Herstellung. Ziel ist es, das Buch so zu gestalten, dass es den Inhalt am besten und deutlichsten kommuniziert, in Material und Preis ausgewogen ist und natürlich auch von der möglichen Zielgruppe angenommen wird.

## Ziele und Aufgabenbereiche der Buchgestaltung
Das Buch ist in erster Linie ein Gebrauchsgegenstand. Das heißt, es soll nicht nur schön aussehen, sondern muss eine angenehme Größe haben, sich gut anfühlen und vor allem gut zu benutzen sein. Neben guter Lesbarkeit des Textes muss auf die Wahl des richtigen Papieres, des Einbandes, der Schrift, des Satzspiegels und vieles mehr geachtet werden. Die Gestaltung muss an den Buchtyp angepasst sein, sei es in Unterschieden bei der Herstellung oder bei Unterscheidung nach Inhalt des Buches. Zusätzlich sollte die Verwendung und die Leseanforderungen an das Buch beachtet werden. So ist ein Buch für Kinder anderen Belastungen ausgesetzt als ein Band eines mehrbändigen Nachschlagewerkes; und auch die Schrift wird bei diesen Büchern entsprechend unterschiedlich gewählt. In manchen Fällen wird die Verkäuflichkeit eines Buches aufgrund einer besonders guten oder schlechten Gestaltung stark beeinflusst. Besonders abhängig ist die Gestaltung eines Buches vom jeweiligen Zeitgeschmack: „Der Autor nimmt zumeist bewusst oder unbewusst Stellung zu seiner Zeit. Nicht nur der direkt gesellschaftskritische oder politische Roman, auch der religiös betonte oder der utopische Roman stehen nicht jenseits der gesellschaftlichen Auseinandersetzung, ebenso das Drama, die Novelle, das Gedicht und andere Arten der schönen Literatur. Der Buchgestalter muss Kenntnis vom Wesen des ihm vorliegenden Textes besitzen.“

## Die Arbeit des Buchgestalters
Der Buchgestalter ist für das Aussehen eines Buches innen und außen – die sogenannte Ausstattung – verantwortlich: „Zur Ausstattung eines Buches zählt alles, was üblicherweise nicht im Manuskript enthalten ist und also ausschließlich die äußere Formgebung des Buches betrifft: Format und Satzspiegel, Schriftart und Schriftgröße, Satzeinrichtung, Art des Bucheinbandes und des Schutzumschlages, das Papier sowie eventuell besonderes Zubehör wie Lesezeichen, Schutzkarton usw.“ Somit trägt der Buchgestalter entscheidend zum Gesamteindruck des Buches bei. Deswegen ist es besonders wichtig, dass der Gestaltung, egal welches Gestaltungsprinzip verfolgt wird, ein einheitlicher Plan zugrunde liegt – von der ersten bis zur letzten Seite des Buches. Dies ist nicht nur für die Ästhetik wichtig, sondern auch für das Verständnis des Textes. Denn gerade Dinge, die oft als Kleinigkeiten abgetan werden, wie Untertitel, Vorschläge oder Abzüge, entscheiden, ob man ein Buch gerne zur Hand nimmt oder nicht.

### Arbeitsbereiche des Buchgestalters
Neben dem Gesamtkonzept muss sich der Buchgestalter mit vielen Details befassen, nicht nur mit dem Layout, der typografischen Anlage, sondern auch mit dem typografischen Detail, denn ein ansprechender Gesamteindruck lädt den Leser ein, das Buch in die Hand zu nehmen. Das heißt, dass der Leser ein Buch von außen nach innen wahrnimmt. Der Buchgestalter sollte jedoch im optimalen Falle von innen nach außen arbeiten. Der Buchgestalter beschäftigt sich vor allem mit folgenden Einzelfragen: Format, Umfang, Typografie, Materialien (Papiere, Einbandmaterialien), Reprografie und Druck. Im Bereich der Typografie ist er besonders für den Bereich der Makrotypografie (auch Layout, Großtypografie oder typografische Anlage genannt) zuständig, also für die Bestimmung des Seitenformats, der Größe der Satzkolumnen und Abbildungen sowie deren Platzierung, die Organisation der Titelordnung und der Legenden sowie für alle weiteren typografischen Elemente.

### Reihenfolge der Arbeit des Buchgestalters
Im optimalen Falle arbeitet der Buchgestalter in folgender Reihenfolge:
1. Einsicht des Manuskriptes/Inhaltes: Forderungen und Wünsche des Verlags, Herausgebers und Autors herausfinden, Format erfragen.
2. Beginn der konkreten Arbeit (der Gestalter hat schon eine Vorstellung): Festlegung des Satzspiegels auf der Doppelseite, Planung des gesamten Inhalts.
3. Daraus entwickelt der Buchgestalter/Typograf aus der Mitte heraus nach vorn und hinten die Seiten vor und nach dem Inhalt: die Titelei mit dem Inhaltsverzeichnis, den Anhang, den Apparat mit Anmerkungen, Bibliografie, Register.
4. Entwicklung des Einbandes/Umschlages, Deckels und das Finden der dazu passenden Farben: Ton des Inhaltspapieres, Farben des Vorsatzes, Einbandmaterial, Kapital- und Leseband und die Farben des Umschlags.

### Die Rolle des Buchgestalters bei der Planung
Der Buchgestalter ist heute nicht mehr nur auf sich und sein künstlerisches Verständnis gestellt. Das Buch ist – trotz seines kulturellen Wertes – ein Gegenstand, der verkauft werden muss. Bei der Arbeit des Buchgestalters wirken auch Fachleute aus anderen Bereichen des Verlages mit: Werbepsychologen, Vertriebsfachleute, Typografen, Reproduktionsfachleute, Drucktechniker und Kalkulatoren. Alle Einwände und Vorschläge dieser Spezialisten müssen vom Buchgestalter berücksichtigt werden. Deswegen ist es besonders wichtig, dass diese Absprachen schon während der Planung des Buches gemacht werden, denn viele Änderungen sind, wenn die Herstellung schon begonnen hat, nicht mehr möglich oder mit hohem Kostenaufwand verbunden. Auch die Absprachen mit dem Drucker sollten möglichst früh getroffen werden: Hält der Gestalter bestimmte Formate, Bogenzahlen und Falzschemen ein, lassen sich Kosten einsparen. Andererseits wird vom Gestalter erwartet, dass er als „Kenner der graphischen Techniken alle Möglichkeiten, die ihm die modernen Technik gibt, von Anfang an in die Planung einbezieht.“ Im optimalen Fall begleitet der Buchgestalter „das Buch von der Idee bis zum fertigen Produkt. Er ist als der Mittler zwischen dem Autor und Lektor auf der einen, dem Kalkulator und Techniker auf der andern Seite, der Mann, dessen Aufgabe es ist, den Ausgleich der verschiedenen Wünsche und Interessen herbeizuführen.“ Der Verlag muss marktgerecht produzieren, dazu muss der Buchgestalter den Markt, auf dem sich seine Erzeugnisse beweisen sollen, kennen.

## Gestalterische Elemente
Die gestalterischen Elemente beziehen sich hauptsächlich auf den Buchschmuck, also das dekorative Beiwerk des Textes und die weiteren, ein vollständiges Buch ausmachenden Elemente sowie auf die farbliche und formale Gestaltung insgesamt.

### Der Einband oder Umschlag
Heute beeinflusst kaum etwas mehr als der Umschlag oder der Bucheinband die Kaufentscheidung. Der Umschlag ist das, was der Kunde als Erstes – und oft als Einziges – wahrnimmt. Die Gestaltung muss hier ansprechend sein und den Leser neugierig machen. Gerade bei Buchreihen ist der Wiedererkennungseffekt von hohem Wert, denn bei einem kaum überschaubaren Angebot blättert der Leser selten wie einst in Ruhe durch das Buch und lässt den Inhalt wirken. Spricht ihn der Einband nicht an, nimmt der Kunde das Buch oft nicht einmal in die Hand. Heute sollte der Inhalt eines Buches an seiner Aufmachung erkennbar sein. Ein Buch ohne einen Einband oder Umschlag, der dem Zeitgeschmack entsprechend gestaltet ist, wird mitunter schlecht zu verkaufen sein. Auch das Bezugsmaterial oder die Titelschildgestaltung spielt eine große Rolle: Manchmal lockt es den Käufer, das Buch in die Hand zu nehmen oder unterstützt die positive Wirkung des Buches.

### Format
Die Auswahl des Formats steht am Anfang der Buchgestaltung. Maßgebend für das Format sind in erster Linie das Literaturgenre, der Leserkreis und Verkaufspreis des Buches, der Umfang des Manuskriptes sowie die eventuellen Bindungen an Reihen- und Normformate. Inzwischen gibt es für die meisten Literaturgruppen passende Normen. Für Gedichtbände wird ein zierliches, schmales Oktavformat gewählt, für Romane und Erzählungen ein mittleres Oktavformat; grundsätzlich gilt: Unterhaltungsliteratur sollte für gemütliches Lesen im Sessel bequem zu handhaben sein. Sonderausgaben oder Bildbände sind meist etwas größer, denn viele Bilder entfalten ihre Wirkung erst ab einer bestimmten Größe. Jugend- und Kinderbücher sind meist etwas größer, genauso wie wissenschaftliche Bücher und Lexika, die viel Platz für Tabellen und Texte brauchen. Durch die Formatwahl kann die Stärke des Buches beeinflusst werden; je größer das Format, desto dünner wird das Buch.

### Papier
Bevor der Gestalter das Papier wählt, sollte klar sein, welchen Bedingungen sich das Buch einmal stellen wird. Wird es zu einem Taschenbuch, das günstig sein soll? Oder zu einem strapazierfähigen Schul- oder Kinderbuch? Soll das Buch einmal als Sammlerrarität im Bücherregal eines Bibliophilen liegen oder wird es als Urlaubslektüre benötigt? Der Leser stellt Anforderungen an das Buch, die der Gestalter berücksichtigen muss. Aber auch der Verlag schränkt den Gestalter ein: So sind holzfreie, dafür aber langlebige Papiere teurer als holzhaltige Papiere. Gefärbt, gestrichen, Volumen, Opazität, Gewicht: Dies alles sind Eigenschaften, die den Preis des Papieres und somit die Ausgaben des Verlages beeinflussen. Auch der Inhalt eines Buches hat Einfluss auf die Papierauswahl: Bei wissenschaftlichen Werken wird meist (hoch-)weißes Papier verwendet; das Papier eines günstigen, klassischen Romanes ist meist in einem warmen Weiß gehalten. Auch verschiedene Druckverfahren, sei es der Hoch-, Tief- oder Offsetdruck, verlangen genauso wie Bücher mit Illustrationen verschiedene, den Anforderungen angepasste Papiersorten. Das Papier kann auch die Stärke eines Buches beeinflussen. Hat das Papier ein geringes Volumen, wird das Buch später dünner, will der Verlag jedoch „aus weniger mehr“ machen, ordert er eine Papiersorte mit hohem Volumen. Wörterbücher oder andere Nachschlagewerke werden aus Gründen der Platzersparnis extra auf dünnem Papier gedruckt, meist sogar auf speziellem Dünndruckpapier.

### Weitere Gestaltungselemente
- Typografie: Durch die gewählte Schrift, den gesetzten Satzspiegel und vieles mehr trägt die Typografie maßgeblich zum Aussehen einer Buchseite bei.
- Titelei und der Anhang: Beide sollen sich in das Gesamtkonzept des Buches einfügen. Übersichtlich gestaltet, bieten sie dennoch Raum für individuelle Konzeptionen.
- Illustration: Obgleich man unter einem Buch meist einen gedruckten Text versteht, haben Illustrationen eine nicht zu unterschätzende Wirkung, und sie machen viele Bücher erst zu etwas Besonderem und Außergewöhnlichem.
- Schuber: Er bietet die Möglichkeit einer zusätzlichen Werbefläche, schützt das Buch und steigert oft seinen bibliophilen Wert.
- Lesebändchen: Am Buchrücken befestigt und in zum Buch passender Farbe ist es als Lesezeichen eine Erleichterung für den Leser.
- Kapitalband: Auch wenn es für die Herstellung und Haltbarkeit eines Buches heute nicht mehr nötig ist, verziert es das Buch durch viele Farbvarianten.

## Buchgestaltung und Buchkunst
Bei bibliophilen Büchern stößt man oft an die Grenze, „hinter der das Buch nicht mehr Gebrauchsgegenstand ist, sondern Kunstgegenstand wird.“ Ab wann ist die Gestaltung eines Buches wirklich Kunst und bis wohin ist sie „nur“ technische Gestaltung? Der Anteil des Technischen überwiegt bei der Herstellung des Buches. Die Illustration gehört aber zur bildenden Kunst, das Entwerfen des Umschlages und des Einbandes gehört zur angewandten Kunst. Häufig kommt es zu Überschneidung ästhetischer und technischer Gesichtspunkte. Am besten wäre es, das Gesamtgebiet der Buchgestaltung vom Standpunkt der technischen und der künstlerischen Gestaltung zu betrachten. Dabei sollte folgendes beachtet werden: „Ein Buch muss für den Gebrauch gemacht sein. Das Papier, die Schrift, die Typografie, die Illustrationen und der Einband müssen abgestimmt sein auf den Leserkreis, für den das Buch bestimmt ist. Erst durch die Zweckmäßigkeit kommen wir zum Schönen. Wir empfinden ein Buch dann als schön, wenn es in seiner Art den Eindruck der Vollkommenheit erweckt.“

### Kriterien für ein buchgestalterisch „schönes“ Buch
Jährlich vergeben verschiedene Träger Preise für besonders schöne Bücher. In Deutschland ist es die Stiftung Buchkunst, die den Wettbewerb „Die schönsten deutschen Bücher“ ausschreibt. Beurteilt werden die Bücher von einer fachkundigen Jury. Nachfolgend sind einige Kriterien aufgeführt:
- Entspricht das Gestaltungskonzept dem Charakter des Buches, und ist es konsequent durchgeführt?
- Sind Satz- und Bildspiegel und die Bildformate aufeinander abgestimmt?
- Passt die Schrift zum Inhalt, ist die Satzgestaltung der Aufgabe angepasst und der Text mühelos lesbar?
- Sind die typografischen Details beachtet (gleichmäßiges Satzbild, genügend Durchschuss, richtige Abstände)?
- Sind Inhaltsverzeichnis und kritischer Apparat übersichtlich?
- Entsprechen Umschlag- und Einbandgestaltung dem Zweck des Buches; sind sie in das Gesamtkonzept integriert?
- Sind die verschiedenen Papiersorten ihrem Zweck entsprechend richtig ausgewählt und in ihrer Färbung aufeinander abgestimmt?
- Ist der Druck des Textes und der Abbildungen gleichmäßig und sauber?
- Lässt sich das Buch gut aufschlagen, stimmen Laufrichtung von Buchblock und Vorsatzblatt?
- Sind Einbandmaterialien dem Zweck des Buches, seinem Format und dem Gewicht entsprechend gewählt?[6]

## Geschichte der Buchgestaltung

### Handgeschriebene Bücher
Der Kodex war die frühe Form des Buches. Im Gegensatz zur früheren – vergleichsweise unpraktischen – Buchrolle, hatte der Kodex den Vorteil, dass man in ihm blättern und nachschlagen konnte. Der Kodex setzte sich im 4. Jahrhundert n. Chr. zusammen mit dem Pergament als neuem Beschreibstoff durch. Gebunden wurde der Kodex mit lederbezogenen Holzdeckeln. Diese wurden – auch Teil der Buchgestaltung – mit Ornamenten verziert.
Schon im 6. Jahrhundert war der Schriftspiegel nach ähnlichen Regeln wie heute festgelegt. Der Text in großen Buchformaten wurde meist zweispaltig (mit zwei Kolumnen pro Seite) angelegt. Das mit schwarzer Tusche geschriebene Buch wurde dann noch farblich gestaltet. Mit roter Farbe geschriebene Überschriften sowie das Ausstatten mit Bildern und Ornamenten war für die damalige Gestaltung üblich. Ausgeführt wurden diese Arbeiten vom Rubrikator und vom Illuminator.
Im 7. und 8. Jahrhundert erreichte die Buchgestaltung ein derart hohes künstlerisches Niveau, dass sie heute als „Buchkunst“ bezeichnet wird. „In vielen Ländern Europas entstanden prachtvoll geschriebene und geschmückte Kodizes mit landschaftlichen und vielleicht schon nationalen Besonderheiten.“

### Buchgestaltung zu Zeiten Gutenbergs
Der Bedarf an Büchern wuchs, und das Abschreiben von Büchern war teuer und zeitaufwändig. Johannes Gutenberg kam mit seiner Erfindung genau zur rechten Zeit. Durch das Handgießinstrument konnten technisch einwandfreie bewegliche Lettern in großen Mengen hergestellt werden. Die Typen sind den im heutigen Bleisatz verwendeten Typen ähnlich, das Prinzip des Druckes ist das gleiche. Die Erfindung Gutenberg machte es möglich, viele Bücher in kurzem Zeitraum herzustellen.
Die Gestaltung der Schrift und des Satzspiegels war der Gestaltung der handgeschriebenen Bücher ähnlich. Denn Gutenbergs Ziel war es, dass seine Bücher möglichst genauso aussahen wie die besten handgeschriebenen Bücher. Doch diese wurden durch die ausgefeilte Technik Gutenbergs übertroffen: Die Typen waren gleichförmiger und exakter als die handgeschriebenen Buchstaben. Auch die einheitliche Breite der typografischen Zeile war eine Neuheit. Gutenberg erreichte dies durch 290 verschiedene Typen: Es gab also ein und denselben Buchstaben in mehreren Größen. Zusammen mit Abkürzungen und Buchstabenverbindungen konnte der Setzer jede Zeile auf die gewünschte Breite reduzieren oder erweitern. Gutenberg wollte erreichen, dass seine Textspalten wie „geschlossene Blöcke wirkten“. Dazu setzte er Trennungsstriche außerhalb der Satzbegrenzungen und markierte Absätze durch Initialen anstatt durch die heute üblichen Einzüge.
Damit die gedruckten Bücher den handschriftlichen noch ähnlicher werden, versuchte sich Gutenberg auch im Druck mit zwei Farben, für Initialen und Überschriften mit roter Farbe. 1457 wurden im Mainzer Psalter das erste Mal Hersteller (Fust und Schöffer) und Herstellungsdatum genannt, der erste Schritt zum heutigen Impressum. Das erste Vorwort erschien 1478 bei Erhart Ratdolt in Venedig und informierte über den Inhalt des Buches. In den 1480er Jahren wurden bereits Titelblätter mit Holzschnitten gedruckt.

### Buchgestaltung in der Renaissance
Die Humanisten, vom Bürgertum getragen, hatten Ende des 15. Jahrhunderts großen Einfluss. Man strebte danach, die alte römische Kultur wieder zu beleben und studierte in den Ruinen Roms die alten römischen Monumentalschriften. Die lateinischen Klassiker waren wieder modern – und auch die Schrift, in der diese überliefert wurden: die karolingische Minuskel. Diese wurde in die neue Zeit übertragen und wird nun humanistische Minuskel genannt. Aus der Mischung dieser und der römischen Majuskelschrift entstand die Renaissance-Antiqua, eine bis heute wichtige Schriftgattung. Eine Neuheit brachte der venezianische Drucker Aldus Manutius 1501 auf den Markt: Er druckte als erstes preisgünstige und praktische Oktavausgaben. Bei ihm „entstand das in allen Teilen einheitliche Gebrauchsbuch der Renaissance.“ Neue und praktische typografische Elemente entwickelte Robert Granjon.
Die Schwerpunkte der Schriftentwicklung in der Renaissance lagen in Italien und Frankreich. Basel und Straßburg waren Zentren des humanistischen Buchschaffens. In Deutschland förderte Kaiser Maximilian die Buchkunst durch seine bibliophile Neigung. Er gab drei noch heute für ihre Ästhetik und künstlerische Gestaltung bekannte Werke in Auftrag: Das Gebetbuch, den Theuerdank und den Weißkunig. Auch die verwendete Schrift änderte sich in Deutschland: die böhmische Bastarda entwickelte sich unter anderem durch den Drucker Johann Schönsperger zur Fraktur, die Jahrhundertelang die wichtigste deutsche Buchschrift war.
siehe auch: Niccolò Niccoli, Francesco Colonna, Claude Garamond

### Buchgestaltung des Barocks
Im Barock wurden, besonders in Frankreich, prunkhafte Folio- und Quartbände hergestellt. Die Bücher wurden verschwenderisch und luxuriös ausgestattet, und eine neue Antiqua wurde kreiert, die Romain du Roi. In den Niederlanden und England bestimmte das Bürgertum die neue Gestalt der Bücher. Berühmt wurden die kleinen Bändchen der holländischen Drucker- und Verlegerfamilie Elzevier. Weitere bekannte Personen des Barocks: die Brüder Voskens und van Dyck. In England kreierte der Drucker und Typograf John Baskerville (1707–1775) lichte und offene Buchstaben in einem weit durchschossenen Satz.
siehe auch: William Caslon.

### Buchgestaltung des Klassizismus
„Handliche, kleine Bändchen wurden immer beliebter.“ Das Buch des Klassizismus ist das kleinformatige, einfach gestaltete Buch. Schmuck und Ornamente der barocken Prachtbände finden keine Verwendung mehr. Der Franzose François Ambroise Didot schuf die klassizistische Antiqua, mit starken Kontrasten zwischen fetten Grundstrichen und feinen Haarlinien. Er schuf auch das heute noch gebräuchliche typografische Maßsystem. Die Ästhetik beruht auf der stilvollen Anordnung der Lettern. Die klassizistische Antiqua war auch in anderen Ländern bekannt.
In Deutschland war immer noch die Fraktur die beliebteste Schrift, Johann Gottlob Immanuel Breitkopf (1719–1794) befreite sie von barocken Schnörkeln. Einfluss auf die klassizistische Buchgestaltung hatte besonders der Leipziger Verleger und Drucker Georg Joachim Göschen. Beispielhaft dafür ist die Gesamtausgabe von Wielands Werken. Sein Ziel war es, elegante Ausgaben herzustellen, ohne Luxus, dafür aber schön und korrekt. Der Berliner Drucker Johann Friedrich Unger (1753–1808) gab der Fraktur einen klassizistischen Anstrich, diese, die „Unger-Fraktur“, könnte man als eine „Lieblingsschrift der deutschen Romantik“ bezeichnen.
Die Industrialisierung im ersten Viertel des 19. Jahrhunderts brachte einen Wandel in den Bücherhandel: Der Profit stand im Vordergrund. So führte die Mechanisierung der Buchherstellung zur Unterschätzung der Qualität und der Gestaltung. „Die Unterwerfung des Buches unter den Gesichtspunkt ‚Ware’ wurde vollzogen. In Deutschland war der kulturelle Tiefstand in der Gründerzeit, der Spekulantenperiode nach dem Krieg von 1870/71, erreicht.“

### Buchgestaltung bis zum Ende des 19. Jahrhunderts
Ausgehend vom Engländer William Morris kam ein neuer Wind auf in der Welt der Bücherschaffenden. Morris gilt als der Erneuerer der Buchkunst. Sein Ziel war es, wieder qualitativ hochwertige Bücher herzustellen. Er knüpfte dabei an die Qualität der Wiegendrucke an. Morris, der auf eine sozialistische Gesellschaft hoffte, forderte Hingabe bei der Gestaltung eines Buches und die Besinnung auf die frühere Art der Gestaltung. 1891 gründete er die Kelmscott Press in Hammersmith. Dort entwarf er unter anderem die Schrift „Golden Type“ und druckte viele gestalterisch hochwertige Bücher, besonders hervorzuheben ist wohl die Herausgabe von Geoffrey Chaucers Werken. Die besondere Leistung von Morris liegt aber vor allem darin, die Kunst des Buchgestaltens wieder angetrieben zu haben.
Nach und nach entstanden „sogenannte Privatpressen, die anfangs unabhängig von einem merkantilen Auftraggeber das Drucken schöner Bücher aus Liebhaberei und Begeisterung pflegten.“ Diese gaben auch der Massenproduktion Anstöße, die Bücher wieder qualitativ hochwertiger zu gestalten. Die erste deutsche Privatpresse, die Janus-Presse, wurde 1907 in Leipzig von Carl Ernst Poeschel und Walter Tiemann gegründet. Es folgte die Rupprecht-Presse, die Bremer Presse und die Cranach-Presse von Harry Graf Kessler.

### Buchgestaltung im 20. Jahrhundert
Nach dem Ersten Weltkrieg entstand die Arbeiterbewegung mit eigenen Verlagen, der Malik-Verlag und die Büchergilde Gutenberg stellten günstige Bücher mit hochwertiger Ausstattung her. Die Reclam-Reihe entstand 1867, 1912 die günstige Reihe des Insel Verlages: neue Bevölkerungsgruppen strebten nach Bildung. 1926 rief Josef Albers zur Neuen Sachlichkeit. Die Typografie sollte endlich mit der Tradition brechen. Wichtige Vertreter der Neuen Sachlichkeit waren Herbert Bayer und Jan Tschichold, aber auch der ältere Willi Baumeister insbesondere mit seinen Katalog- und Buchgestaltungen zur Stuttgarter Werkbund-Ausstellung „Die Wohnung“ (Weißenhofsiedlung) 1927. Allerdings schien man oft zu vergessen, dass ein Buch wegen seines Inhaltes entsteht, die Buchform sollte diesem Inhalt entsprechen und nicht umgekehrt. Neue Schriften entstanden durch Peter Behrens, Johann Vincenz Cissarz, Fritz Helmuth Ehmcke und F.H.Ernst Schneidler, der in den 1920er Jahren mit seiner von ihm begründeten „Juniperus-Presse“ an der Stuttgarter Kunstgewerbeschule Beispielgebendes schuf. Es zählte bescheidene, zweckvolle Buchtypografie.
Die Entwicklung gipfelte in der Internationalen Buchkunst-Ausstellung 1927 in Leipzig. Max Liebermann verkündete im Ausstellungskatalog: „Es wäre das Ideal einer Buchkunst-Ausstellung, Bücher zu zeigen, deren äußere Gestalt sich mit ihrem inneren Gehalt zu einem harmonischen Ganzen vereinigte.“ Ein englischer Typograf, Stanley Morison, verkündete dann in einem international anerkannten Essay, dass sich jede Buchgestaltung dem Zweck des Buches unterordnen solle. Dem Leser solle das Lesen so angenehm wie möglich gestaltet werden; hier sei eine aus Sicht der Künstler langweilige Typografie besser, als eine betont besondere. 1929 begann man in Deutschland damit, die schönsten Bücher des Jahres auszuzeichnen. Das führte zu einer Qualitätssteigerung von Büchern. Unterbrochen wurde dies durch die Machtergreifung der Nationalsozialisten, besonders die bis dato zahlreichen Illustrationen fanden ein Ende.
Nach 1945 fanden sich Illustrationen nur noch auf den Umschlägen, Texte wurden kaum noch illustriert. 1949 wurde in Leipzig erstmals wieder die Auszeichnung der schönsten Bücher begonnen, was durch die Gründung der DDR wieder unterbunden wurde. Trotz Unterschiede im Buchpreis zwischen DDR und BRD entwickelte sich in beiden Ländern die Schrift- und typografische Gestaltung in die klassische Richtung. Die 1950er boten zahlreiche kalligrafische Umschläge; geschriebene Schrift wurde mit Illustrationen verbunden, wofür Gestaltungen von Imre Reiner, Walter Brudi – 1966 Begründer des Instituts für Buchgestaltung an der Staatlichen Akademie der Bildenden Künste Stuttgart – und Gunter Böhmer anschauliche Beispiele liefern. Anders war dagegen das von Willy Fleckhaus gestaltete Umschlagkonzept der Bibliothek Suhrkamp. In den 1960ern findet die Pop Art ihren Weg auf die Buchumschläge. Die 1970er begannen mit Ferdinand Kriwet, der die Umschläge mit Fotos versah. Auch die Gestaltung von Kinder- und Jugendbüchern wurde entsprechend der antiautoritären Bewegung frecher und offener.
Die Wende kam in den 1980ern: die erschwingliche Ausstattung, Leinen, Fadenheftung, also Altbekanntes und -bewährtes zählte wieder. Auch der Buchgestalter Franz Greno verewigte „seine“ Kunst im Klett-Cotta Verlag. Zusammen mit Hans Magnus Enzensberger gründete er Die Andere Bibliothek: Beide hatten sich dem Bleisatz und der Gestaltung von individuellen, hochwertigen Büchern verschrieben.
Seit den 1990er Jahren prägt Desktop-Publishing, Satz und Layout auf dem Computer, die Buchgestaltung. Dies ließ zwar der Phantasie freien Lauf, die Qualität der Mikrotypografie nahm jedoch ab. Auch die vielbeschworene Schnelllebigkeit des Computerzeitalters spiegelt sich in der Gestaltung wider: Ein Trend folgt auf den nächsten. Trotzdem hat sich das Buch im Inneren im letzten Jahrhundert kaum verändert, auch wenn sich die Herstellungstechniken grundlegend gewandelt haben. Ein Buch soll immer noch lesbar sein, gerne in die Hand genommen werden und eine Typografie aufweisen, die dem Text „dient“.